# Белобрад лангур
Белобрад още пурпурнолик лангур (Trachypithecus vetulus) е вид бозайник от семейство Коткоподобни маймуни (Cercopithecidae). Видът е застрашен от изчезване.

## Разпространение
Разпространен е в Шри Ланка.